# Jordan McMillan
Jordan McMillan (* 16. Oktober 1988 in Glasgow) ist ein schottischer Fußballspieler.
Der Abwehrspieler begann seine Karriere bei den Glasgow Rangers. Mit Glasgow gewann er 2008 den Schottischen Pokal, war aber im Finale nur Ersatzspieler. Bei den Rangers stand er bis 2012 unter Vertrag, wurde aber wiederholt an andere Vereine ausgeliehen. Im ersten Halbjahr 2009 war er bei Hamilton Academical. Von Dezember 2009 bis Mai 2010 spielte er für Queen of the South. Nach seiner Rückkehr zu den Glasgow Rangers kam er im Dezember beim 1:1 in Bursaspor zu seinem einzigen Einsatz in der Champions League. Danach war er von Februar bis Mai 2011 beim walisischen Klub FC Wrexham.
Anfang 2012 wechselte McMillan wieder in die Scottish Premier League zu Dunfermline Athletic. Im März 2013 ging er zum Zweitligisten Partick Thistle. Am Ende der Saison gewann er mit dem Klub die Meisterschaft der Scottish First Division 2012/13. Wegen eines positiven Dopingtests wurde er ab 18. Dezember 2014 für zwei Jahre gesperrt.